# Ellen Kuipers
Ellen Marchien Kuipers (ur. 8 kwietnia 1971) – holenderska hokeistka na trawie. Brązowa medalistka olimpijska z Atlanty.
W reprezentacji Holandii w latach 1994-1998 rozegrała 94 spotkania i zdobyła 32 bramki. Zawody w 1996 były jej jedynymi igrzyskami olimpijskimi. W 1995 triumfowała w mistrzostwach Europy, w 1998 była wicemistrzynią świata.